# 流山中央公園站
流山中央公園站（日语：／ Nagareyama-sentoraru-pāku eki */?）是位於日本千葉縣流山市前平井，屬於首都圈新都市鐵道筑波快線的鐵路車站。車站編號是TX11。

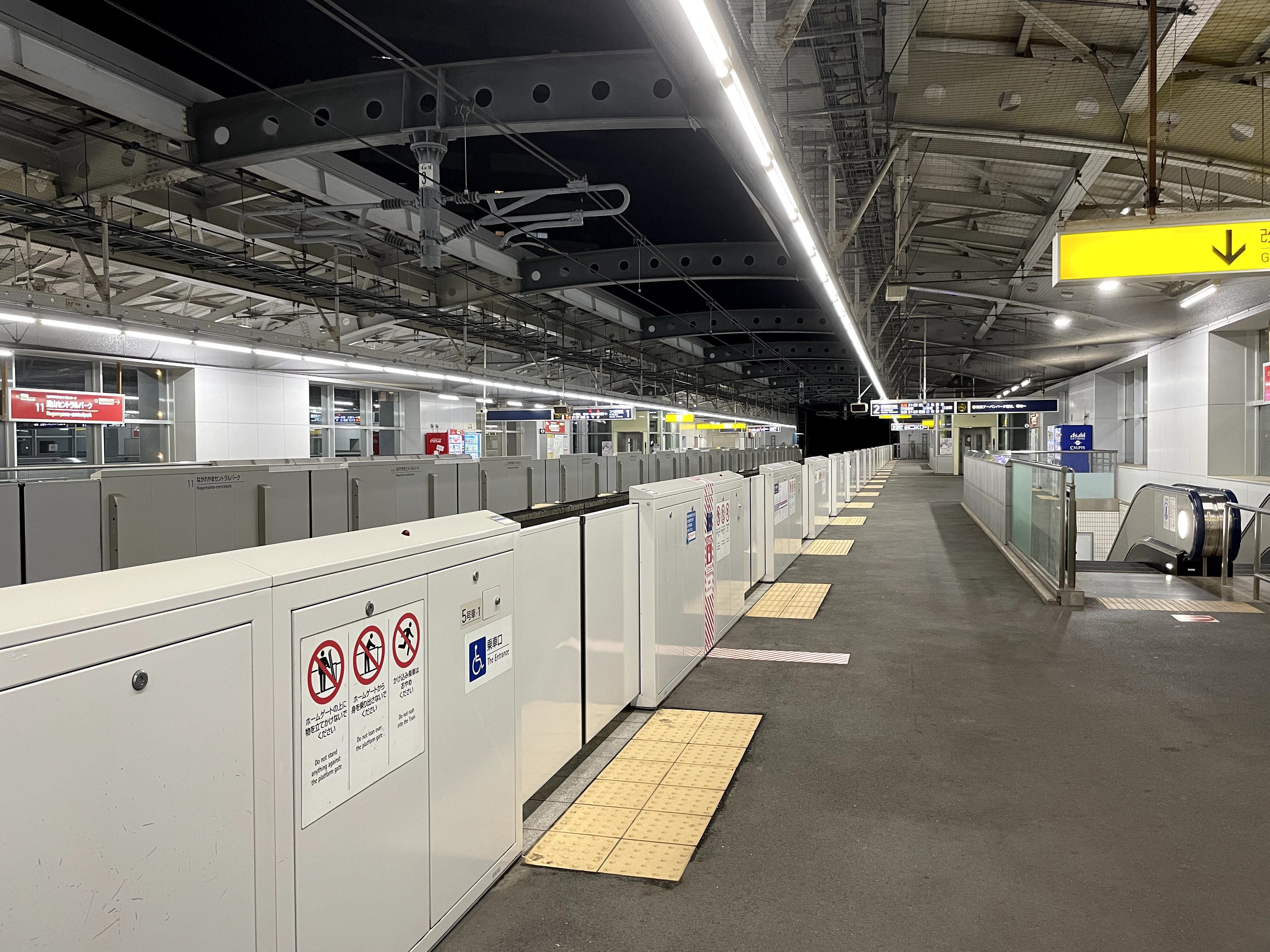
月台（2021年10月）
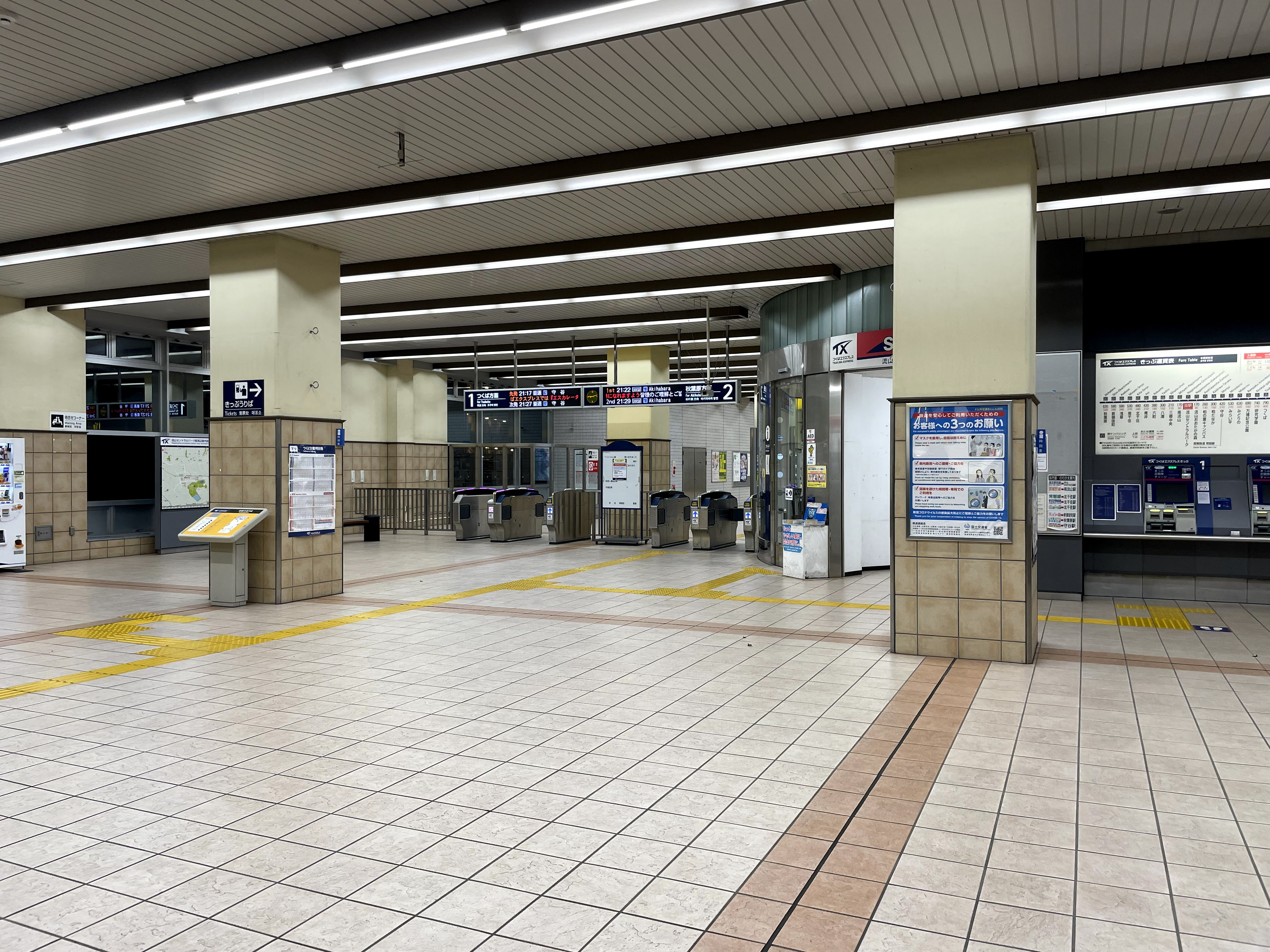
閘口（2021年10月）

## 歷史
- 2005年（平成17年）8月24日 開業。

## 車站結構
對向式月台2面2線的高架車站。閘口只設1個，設有4部閘機。

### 月台配置
| 月台 | 路線     | 目的地                       |
| ---- | -------- | ---------------------------- |
| 1    | 筑波快線 | 流山大鷹之森、守谷、筑波方向 |
| 2    | 筑波快線 | 北千住、秋葉原方向           |

## 使用情況
2016年度的1日平均上車人次為4,346人。開業以來的1日平均上車人之推移如下表。
| 年度               | 1日平均 上車人次 | 來源  |
| ------------------ | ---------------- | ----- |
| 2005年（平成17年） | 1,728            | [ 2 ] |
| 2006年（平成18年） | 2,192            | [ 3 ] |
| 2007年（平成19年） | 2,446            | [ 4 ] |
| 2008年（平成20年） | 2,543            | [ 5 ] |
| 2009年（平成21年） | 2,745            | [ 6 ] |
| 2010年（平成22年） | 2,820            | [ 7 ] |
| 2011年（平成23年） | 2,855            | [ 8 ] |
| 2012年（平成24年） | 2,976            | [ 9 ] |
| 2013年（平成25年） | 3,293            |       |
| 2014年（平成26年） | 3,419            |       |
| 2015年（平成27年） | 3,583            |       |
| 2016年（平成28年） | 4,346            |       |

## 相鄰車站
首都圈新都市鐵道
 筑波快線
■快速、■通勤快速、■區間快速
通過
■普通
南流山（TX10）－流山中央公園（TX11）－流山大鷹之森（TX12）

## 外部連結
- 流山中央公園站 | 車站資訊、路線圖 | 筑波快線 （页面存档备份，存于）